# Фадргонц, Франтишек
Франтишек Войтех Фадргонц (чеш. František Vojtěch Fadrhonc; 18 декабря 1914 года, Нимбурк, Австро-Венгрия — 9 октября 1981, Никосия, Кипр) — чешский футбольный тренер.

## Ранние годы
Родился в Нимбурге, в 1932 году забросил местную среднюю школу. Затем получал спортивное образование в Праге, после окончания учёбы работал преподавателем спорта в Карловом университете в Праге и в Высшей школе Масарика. Получил степень доктора философии. Работал массажистом сборной Чехословакии и 21 сентября 1947 года возглавил её взамен Иржи Пихлера в матче против Румынии. После того, как в феврале 1948 года Коммунистическая партия пришла к власти, Фадргонц эмигрировал сначала в Австрию, а затем в Нидерланды в 1949 году.

## Карьера тренера

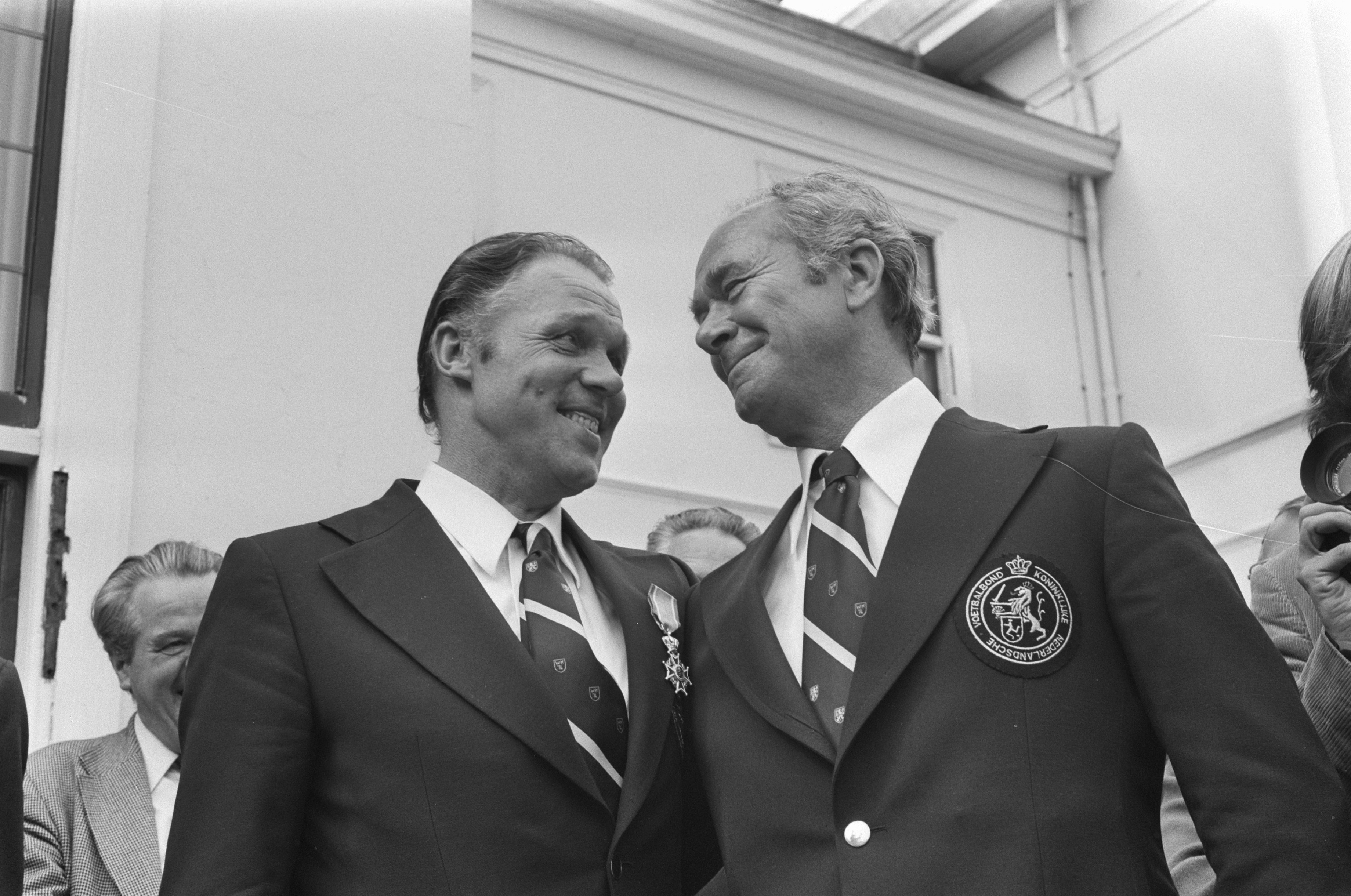
Фадргонц и Михелс в 1974 году

В Нидерландах Фадргонц тренировал с 1949 по 1956 год «Виллем II», с которым становился чемпионом Нидерландов в 1952 и 1955 годах. Следующей его остановкой был «Энсхеде», с которым он сравнялся на первом месте с ДОСом в 1958 году. Решающий матч «Энсхеде» проиграл со счетом 0:1. В 1962 году присоединился к «Гоу Эхед», и привёл команду в финал Кубка Нидерландов 1965 года. Несмотря на то, что команда проиграла роттердамскому «Фейеноорду», она всё равно играла в Кубке обладателей кубков 1965/66, поскольку «Фейеноорд» также стал и чемпионом Нидерландов. «Гоу Эхед» потерпел неудачу в первом раунде против «Селтика».
Фадргонц получил нидерландское гражданство в 1966 году и стал тренером национальной сборной Нидерландов 1 июня 1970. Несмотря на то, что он смог пройти квалификацию на чемпионат мира 1974 года с Эльфталом, Ринус Михелс был назначен исполняющим обязанности главного тренера. Дуэт Михелс-Фадргонц вывел Нидерланды в финал, где команда уступила (1:2) хозяевам турнира Германии.
Фадргонц уехал в Грецию после завершения чемпионата мира 1974 года и тренировал афинский АЕК, выведя его в полуфинал Кубка УЕФА 1976/77. Однако вскоре после этого, в октябре 1977 года после поражения во втором туре от главного соперника «Олимпиакоса» был уволен с занимаемой должности. Под руководством его преемника Златко «Чики» Чайковского АЕК выиграл в вышеуказанном сезоне «золотой дубль» — национальный чемпионат и кубок. После короткого пребывания в Патрах в должности тренера «Панахаики» в марте 1980 года Фадргонца вернул АЕК как помощника тренера. В сезоне 1981/82 года Фадргонц принял предложением «Керавнос Строволу» (Никосия) из Кипра. Его реквиемом стала победа в начале сезона. За два дня до второго тура 9 октября 1981 года у него произошла остановка сердца. Похоронен 17 октября 1981 года в Гойрле.

## Память

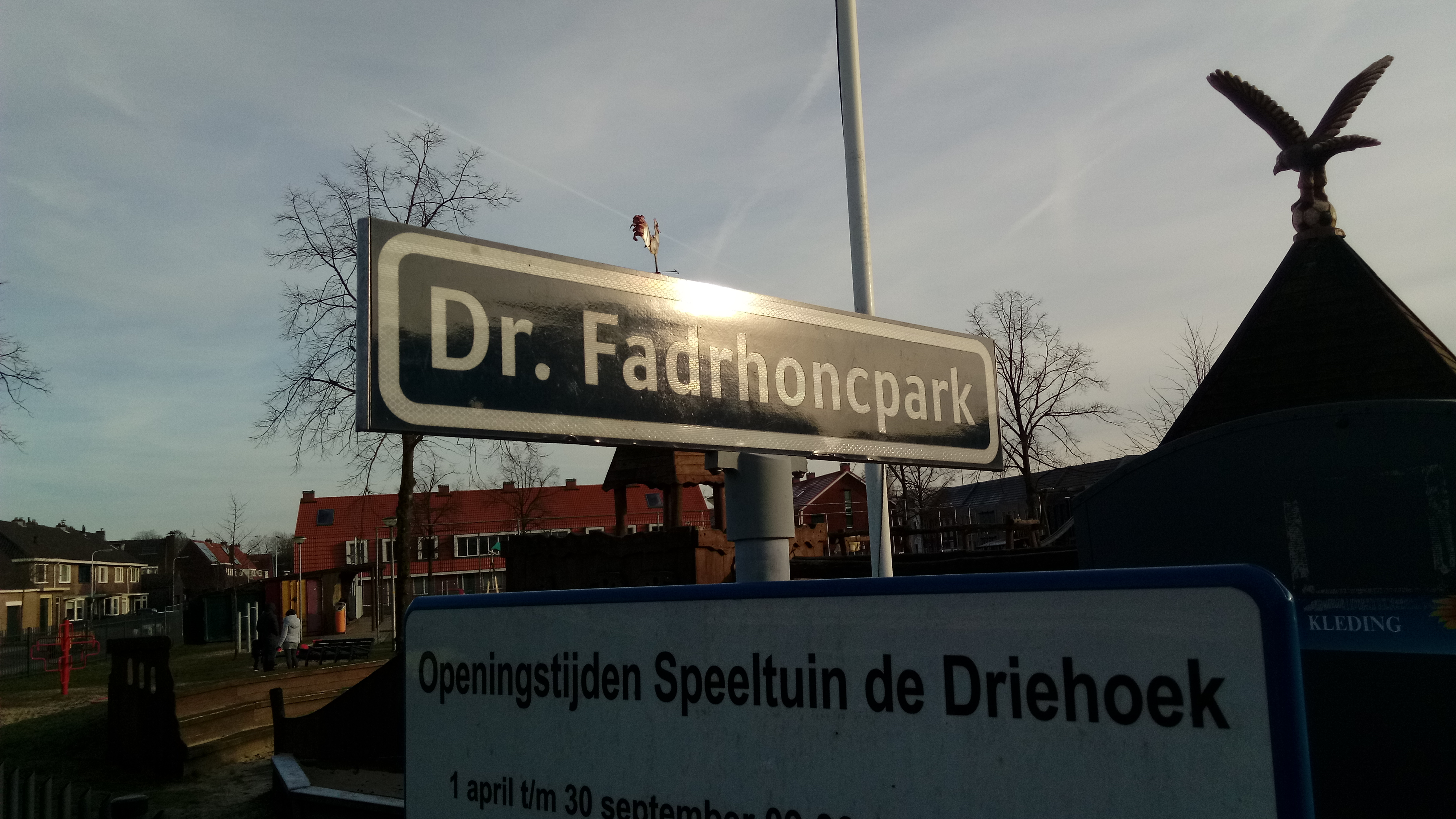
Доктор Фадргонцпарк, Девентер (2019)

В Девентере парк с игровой площадкой назван в честь Фадргонца.

## Достижение
«Виллем II»
- Эредивизи
  -  Чемпион (2): 1951/52, 1954/55